# Alexa Vojvodić
Aleksandra „Alexa“ Mary Vojvodić (* 14. Mai 1992 in Mineola, New York) ist eine kroatisch-US-amerikanische Fußballnationalspielerin.

## Karriere

### Verein
Vojvodić wechselte 2007 vom Volleyball zum Fußball und spielte während der High-School-Zeit für die Sacred Heart Academy Hempstead im Spartans Women Soccer Team. Ab Herbst 2011 ging sie ihrem Studium an der State University of New York in Geneseo nach und trat dort von 2011 bis 2014 für die Damenfußballmannschaft der SUNY Geneseo Blue Knights, der Sportabteilung der Universität, in Erscheinung.

### Nationalmannschaft
Die gebürtige US-Amerikanerin wechselte 2011 in den kroatischen Fußballverband und wurde im Oktober 2011 das erste Mal in die kroatische A-Nationalmannschaft berufen. Sie gab ihr A-Länderspiel im November 2011.

## Sonstiges
Vojvodić spielte in ihrer Jugend erfolgreich Volleyball und errang 2004 mit der St. Aidan's Academy den CYO Diocesan Titel gegen Our Lady of Victory.